# Rudolf Sandalo starší
Rudolf Sandalo, též Rudolf de Sandalo, (1. července 1869 Praha – 15. prosince 1932 Brno) byl slezsko-moravský německy hovořící fotograf. Do Brna přišel před rokem 1902 ze Slezska. Roku 1896 se oženil s Annou Huberovou se kterou měl tři děti, dcery Bianku a Elgu a syna Rudolfa.

## Život
Začal jako portrétní fotograf. Později se specializoval na fotografii architektury a interiérů. Jeho ateliér (Ateliér de Sandalo) publikoval v předních časopisech věnovaných architektuře (Salon, Měsíc, Index, Stavba, Stavitel, Byt a umění, Žijeme). V letech 1911–1918 byl rovněž prvním starostou brněnské komory Společenstva fotografů. Fotografoval pro přední brněnské architekty jako byli například Bohuslav Fuchs nebo Arnošt Wiesner.

## Galerie

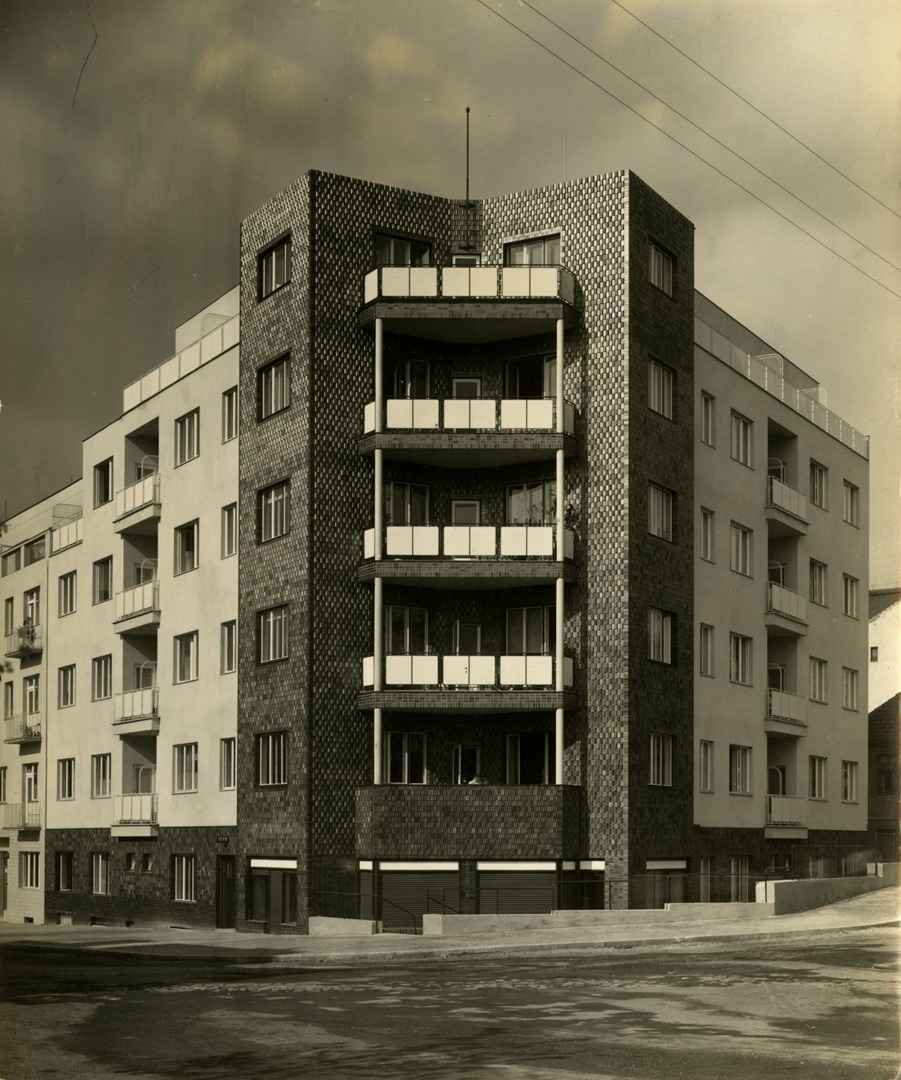
Praha, Na Dolinách 47
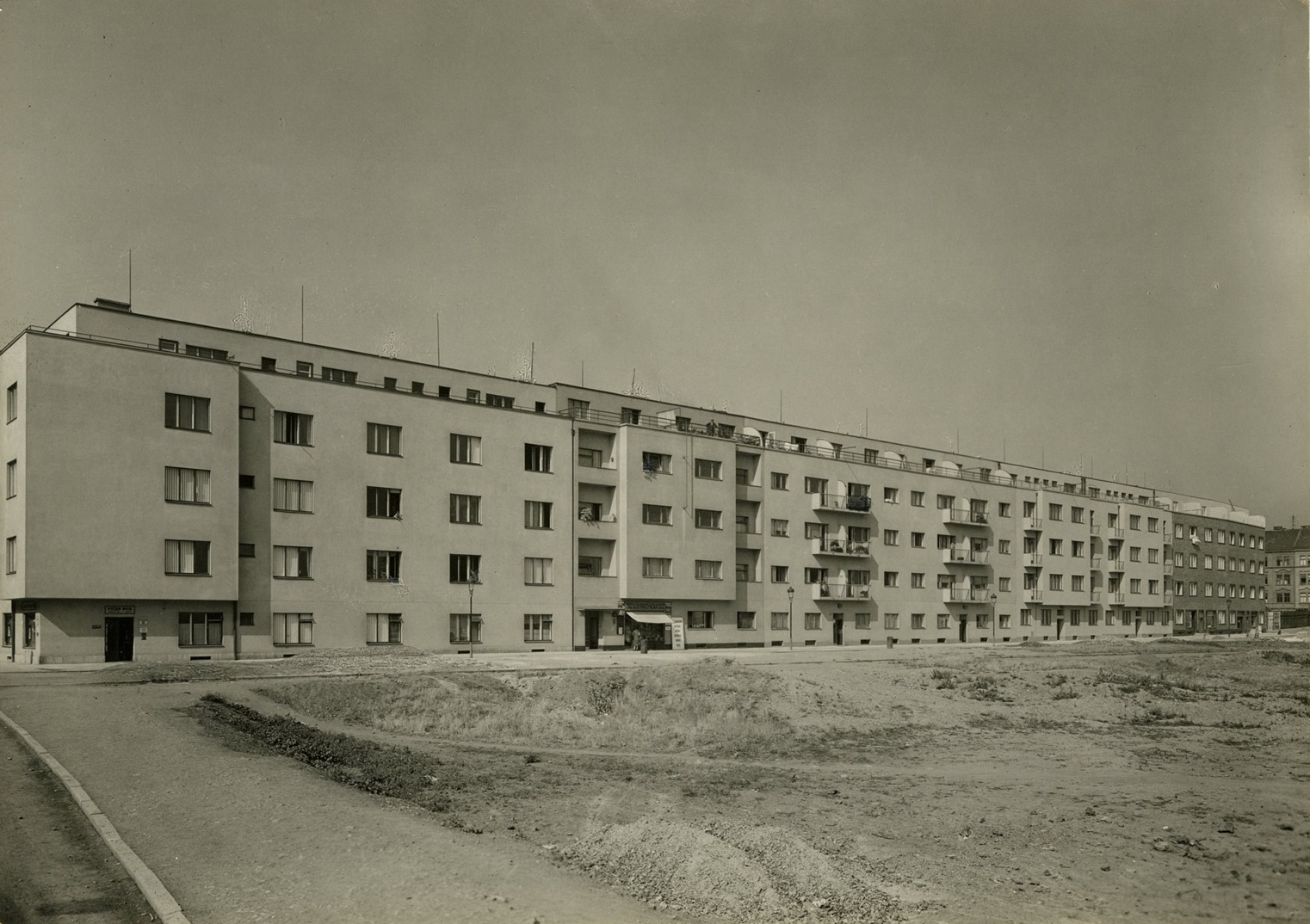
Schwarz, činžovní dům
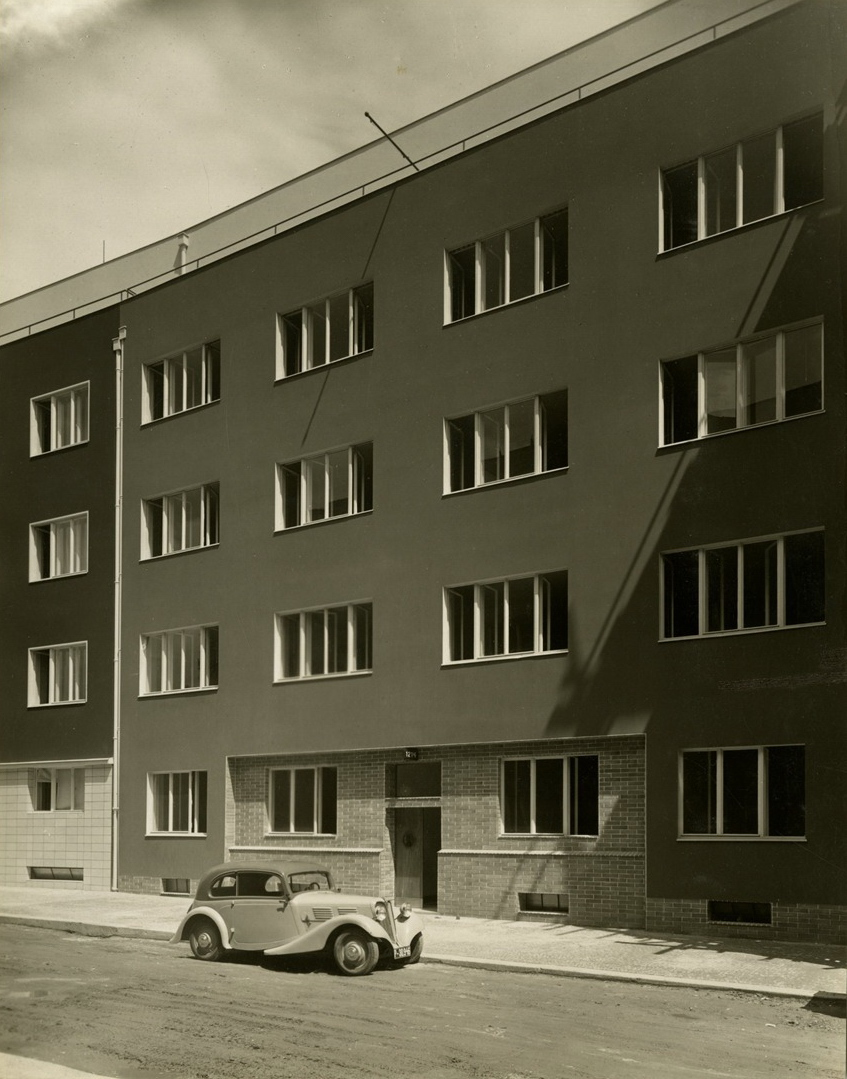
Schwarz, činžovní dům
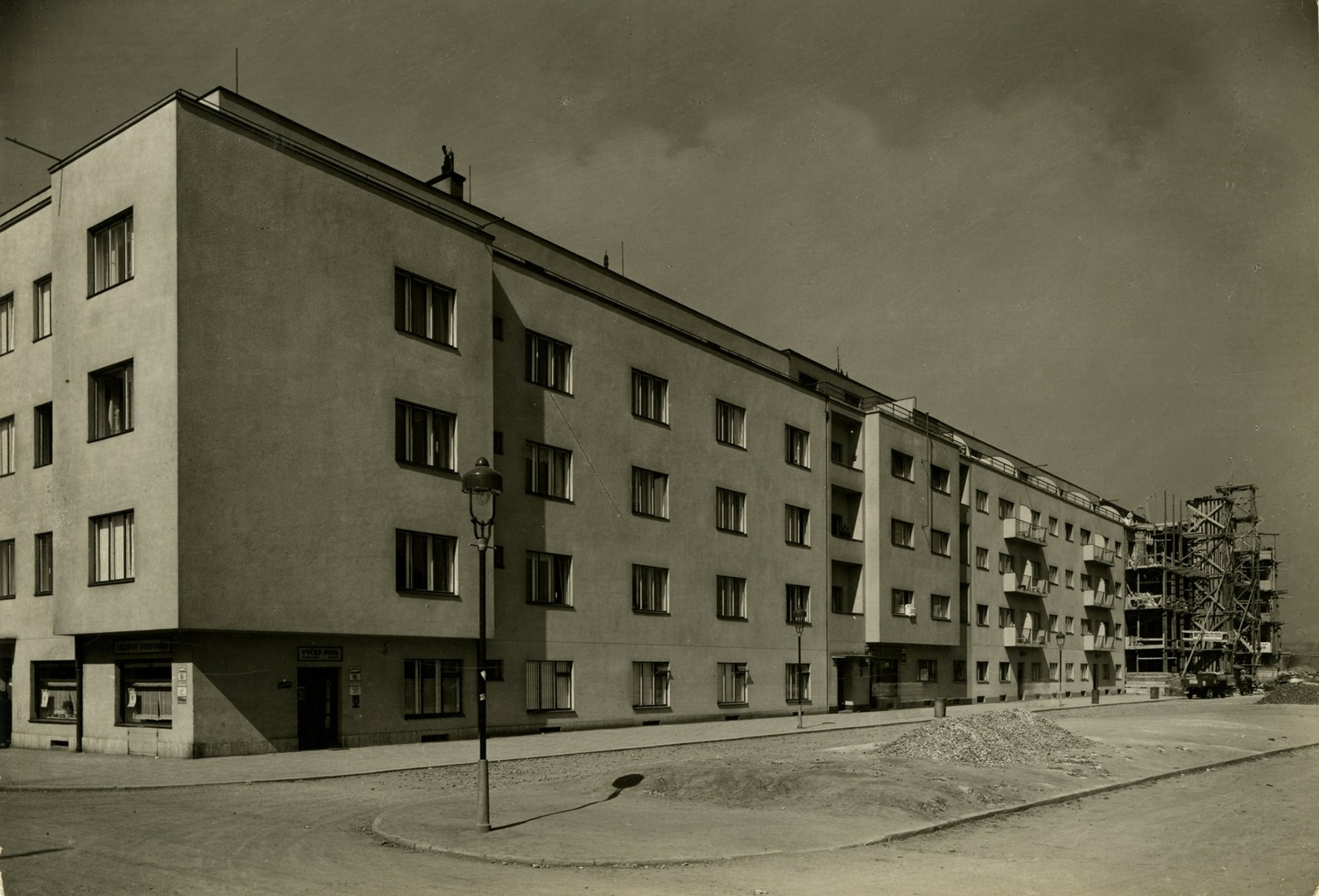
Schwarz, činžovní dům
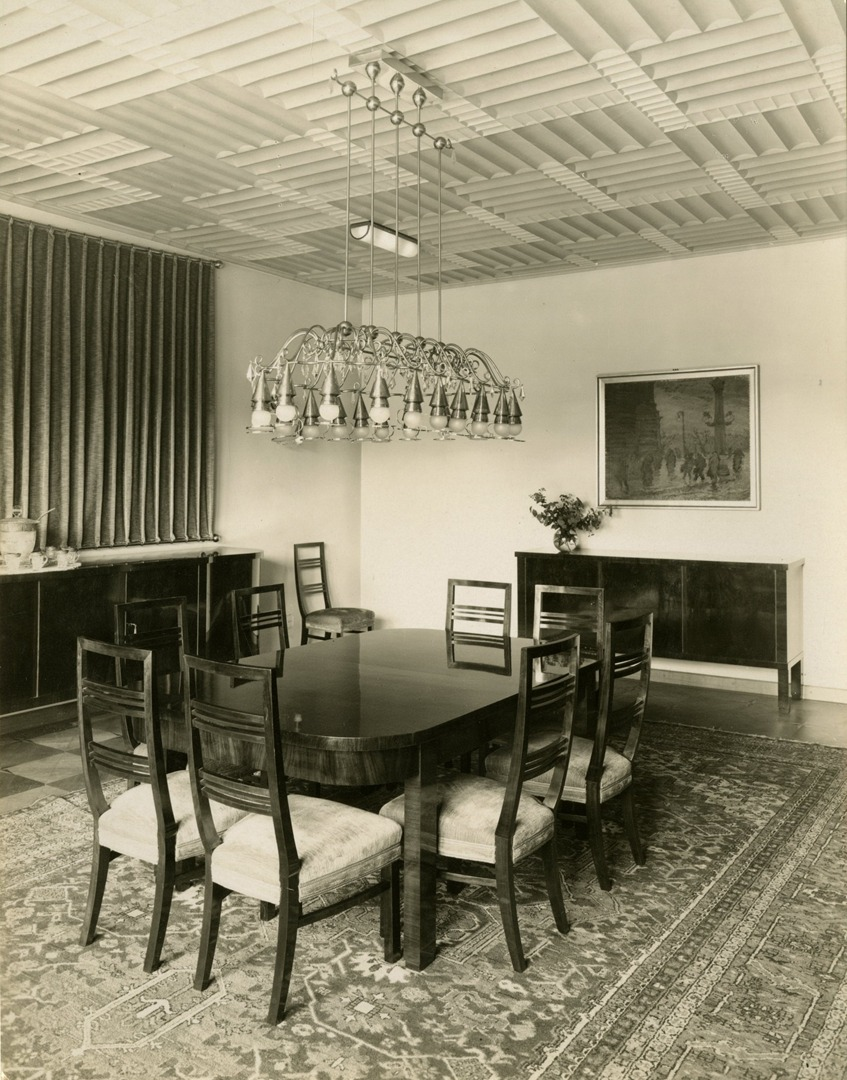
Villa Friedmann, interiér
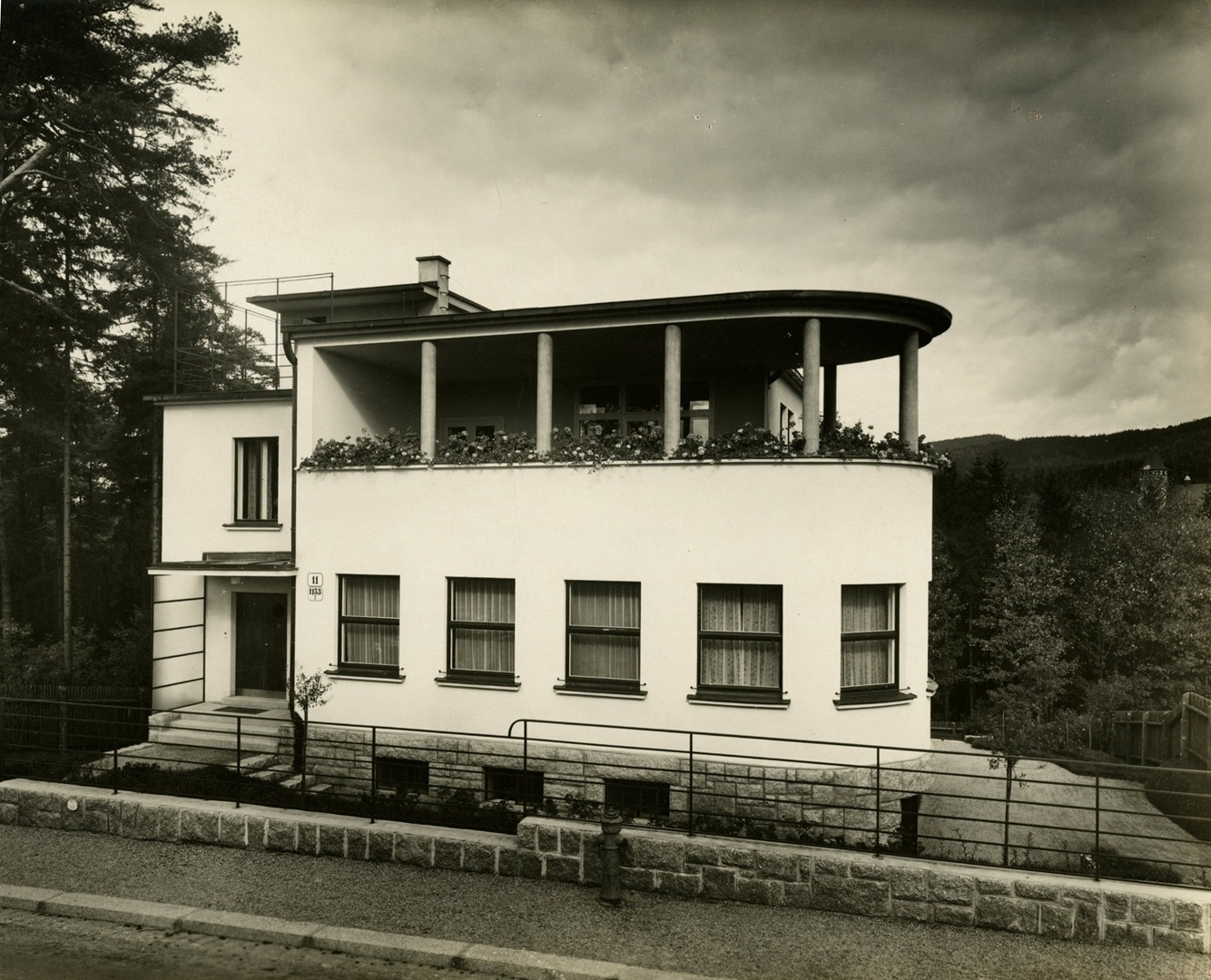
Villa Mautner, Liberec
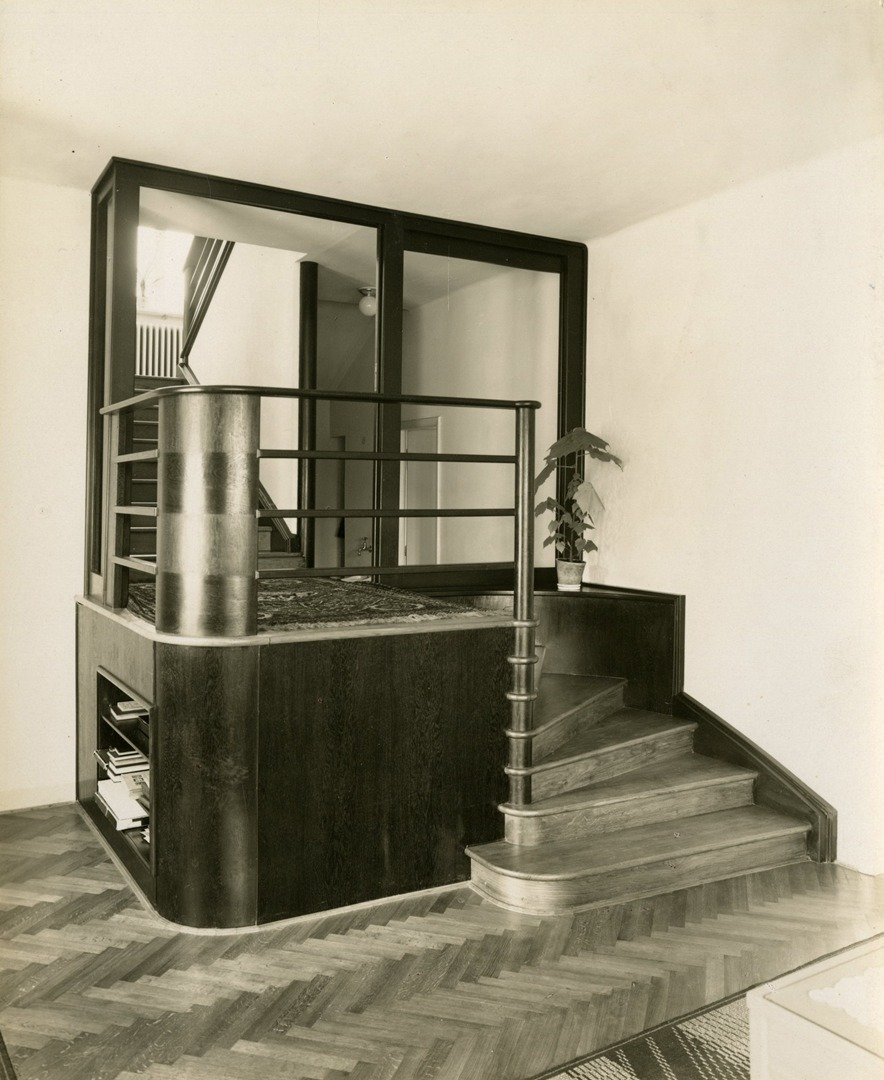
Villa Rosenbach, Liberec
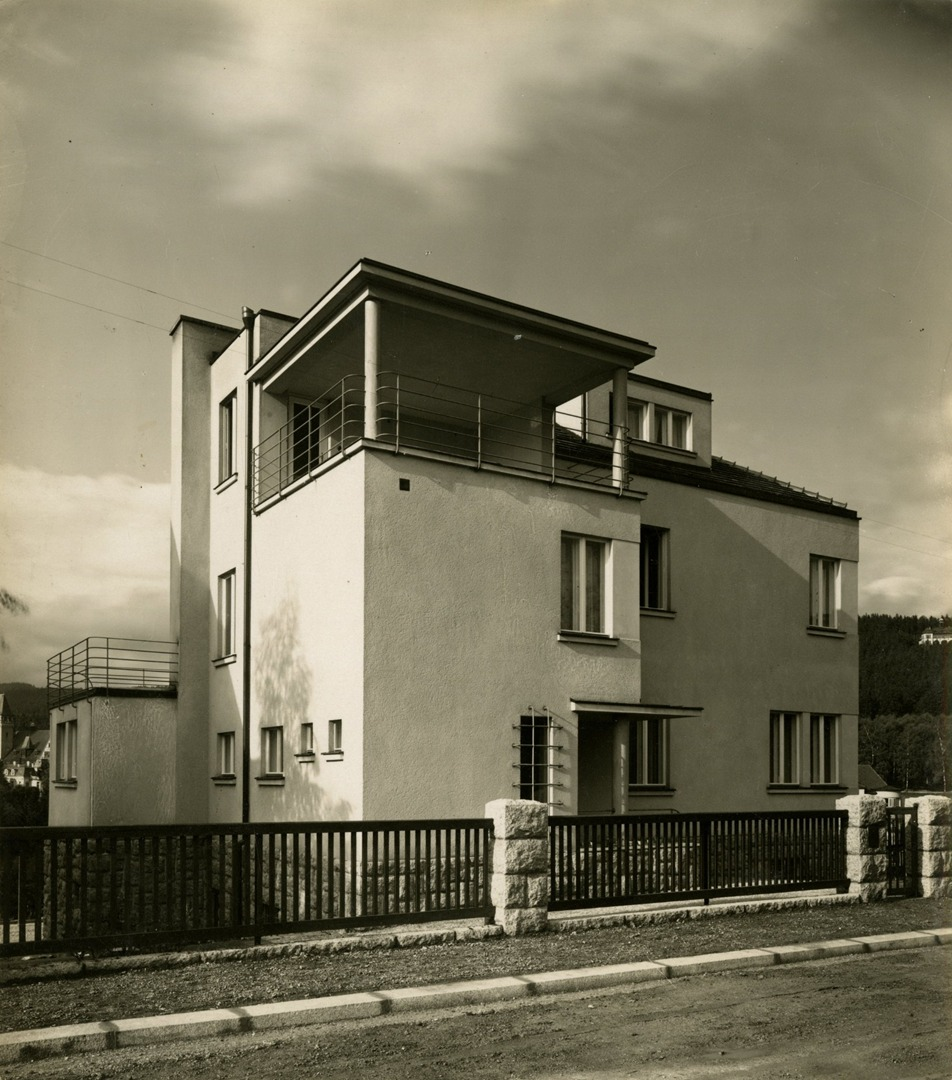
Villa Rosenbach, Liberec